# Inline-Speedskating-Europameisterschaften 2011
Die Europameisterschaften wurden im niederländischen Heerde (Bahn) und Zwolle (Straße) ausgetragen. Die Wettkämpfe fanden vom 30. Juli bis 6. August 2011 statt.
Die erfolgreichsten Teilnehmer waren Sabine Berg mit drei Goldmedaillen bei den Frauen und Bart Swings mit sechs Goldmedaillen bei den Herren.

## Frauen
| Distanz              | Gold                                                         | Silber                                                       | Bronze                                                           |
| Bahn                 | Bahn                                                         | Bahn                                                         | Bahn                                                             |
| -------------------- | ------------------------------------------------------------ | ------------------------------------------------------------ | ---------------------------------------------------------------- |
| 300 m Einzelsprint   | Erika Zanetti                                                | Jana Gegner                                                  | Nicoletta Falcone                                                |
| 500 m Sprint         | Jana Gegner                                                  | Bianca Roosenboom                                            | Erika Zanetti                                                    |
| 1000 m Sprint        | Manon Kamminga                                               | Jana Gegner                                                  | Erika Zanetti                                                    |
| 10000 m Punkte-Auss. | Arianna Arcidiacono                                          | Francesca Lollobrigida                                       | Mareike Thum                                                     |
| 10000 m Ausscheidung | Nathalie Barbotin                                            | Sabine Berg                                                  | Francesca Lollobrigida                                           |
| 3000 m Staffel       | Deutschland Sabine Berg Jana Gegner Mareike Thum             | Niederlande Bianca Roosenboom Manon Kamminga Mariska Huisman | Frankreich Laetitia Lehiban Justine Halbout Clémence Halbout     |
| Straße               |                                                              |                                                              |                                                                  |
| 200 m Einzelsprint   | Erika Zanetti                                                | Nicoletta Falcone                                            | Desire Contenti                                                  |
| 500 m Sprint         | Sabine Berg                                                  | Erika Zanetti                                                | Jana Gegner                                                      |
| 10000 m Punkte       | Nathalie Barbotin                                            | Elma de Vries                                                | Mariska Huisman                                                  |
| 15000 m Ausscheidung | Sabine Berg                                                  | Francesca Lollobrigida                                       | Jana Gegner                                                      |
| 5000 m Staffel       | Niederlande Manon Kamminga Bianca Roosenboom Mariska Huisman | Deutschland Sabine Berg Jana Gegner Mareike Thum             | Italien Arianna Arcidiacono Francesca Lollobrigida Erika Zanetti |
| Langstrecke          |                                                              |                                                              |                                                                  |
| 42195 m Marathon     | Nele Armee                                                   | Sabine Berg                                                  | Jana Gegner                                                      |

## Männer
| Distanz              | Gold                                                   | Silber                                                 | Bronze                                                      |
| Bahn                 | Bahn                                                   | Bahn                                                   | Bahn                                                        |
| -------------------- | ------------------------------------------------------ | ------------------------------------------------------ | ----------------------------------------------------------- |
| 300 m Einzelsprint   | Ronald Mulder                                          | Nicolas Pelloquin                                      | Ioseba Fernandez                                            |
| 500 m Sprint         | Ronald Mulder                                          | Nicolas Pelloquin                                      | Ioseba Fernandez                                            |
| 1000 m Sprint        | Bart Swings                                            | Elton de Souza                                         | Crispijn Ariens                                             |
| 10000 m Punkte-Auss. | Bart Swings                                            | Yann Guyader                                           | Ingmaar Berga                                               |
| 15000 m Ausscheidung | Bart Swings                                            | Fabio Francolini                                       | Yann Guyader                                                |
| 3000 m Staffel       | Frankreich Yann Guyader Brian Lepine Nicolas Pelloquin | Niederlande Crispijn Ariens Koen Verweij Michel Mulder | Spanien Ioseba Fernandez Francisco Jose Peula Inigo Vidondo |
| Straße               |                                                        |                                                        |                                                             |
| 200 m Einzelsprint   | Ioseba Fernandez                                       | Matthias Schwierz                                      | Michel Mulder                                               |
| 500 m Sprint         | Ioseba Fernandez                                       | Michel Mulder                                          | Nicolas Pelloquin                                           |
| 10000 m Punkte       | Bart Swings                                            | Crispijn Ariens                                        | Ewen Fernandez                                              |
| 20000 m Ausscheidung | Bart Swings                                            | Yann Guyader                                           | Brian Lepine                                                |
| 5000 m Staffel       | Belgien Bart Swings Maarten Swings Ferre Spruyt        | Frankreich Yann Guyader Brian Lepine Ewen Fernandez    | Italien Lorenzo Cassioli Andrea Angeletti Fabio Francolini  |
| Langstrecke          |                                                        |                                                        |                                                             |
| 42195 m Marathon     | Yann Guyader                                           | Fabio Francolini                                       | Gary Hekman                                                 |

## Medaillenspiegel
| Platz | Land        | Gold | Silber | Bronze | Gesamt |
| ----- | ----------- | ---- | ------ | ------ | ------ |
| 1.    | Belgien     | 7    | 0      | 0      | 7      |
| 2.    | Frankreich  | 4    | 6      | 5      | 15     |
| 2.    | Niederlande | 4    | 6      | 5      | 15     |
| 4.    | Deutschland | 4    | 6      | 4      | 14     |
| 5.    | Italien     | 3    | 6      | 7      | 16     |
| 6.    | Spanien     | 2    | 0      | 0      | 2      |